# 曾治翰
曾治翰（1983年5月7日—），原名曾嘉敏，為台灣前棒球選手之一，曾效力於中華職棒兄弟象隊，守備位置為投手，其表兄為原同隊明星球員陳致遠。

## 經歷
- 台北市東園國小少棒隊
- 台北市華興中學青少棒隊
- 台北市華興中學青棒隊
- 輔仁大學棒球隊（中興保全）
- 台灣之星棒球隊（2004年）
- 合作金庫棒球隊
- 兄弟象隊代訓球員
- 中華職棒兄弟象隊（2008年－2010年3月）
- 涉及2009年中華職棒假球事件，遭到終身禁賽

## 職棒生涯成績
| 年度   | 球隊   | 出賽 | 勝投 | 敗投 | 中繼 | 救援 | 完投 | 完封 | 四死 | 三振 | 責失 | 投球局數 | 防禦率 |
| ------ | ------ | ---- | ---- | ---- | ---- | ---- | ---- | ---- | ---- | ---- | ---- | -------- | ------ |
| 2008年 | 兄弟象 | 27   | 6    | 6    | 2    | 0    | 0    | 0    | 55   | 65   | 39   | 82.1     | 4.26   |
| 2009年 | 兄弟象 | 15   | 0    | 3    | 0    | 0    | 0    | 0    | 28   | 18   | 30   | 34.0     | 7.941  |
| 合計   | 2年    | 42   | 6    | 9    | 2    | 0    | 0    | 0    | 83   | 83   | 69   | 116.1    | 5.338  |

- 成績累計至2009年10月10日

## 特殊事蹟
- 2009年4月4日於天母棒球場被統一7-ELEVEn獅隊郭俊佑擊出靠近標竿的全壘打，由於兄弟象總教練王光輝裁請再審，審判組決定動用電視畫面輔助，最後裁定為全壘打，而意外成為首位「經電視重播畫面輔助裁定」而被全壘打的苦主。

## 外部連結
- 曾治翰在台灣棒球維基館上的頁面（繁體中文）
- 曾治翰在中華職棒官網 （中文）和Baseball-Reference （英文）上的頁面